# Valeriana arizonica
Valeriana arizonica är en kaprifolväxtart som beskrevs av Asa Gray. Valeriana arizonica ingår i släktet vänderötter, och familjen kaprifolväxter. Inga underarter finns listade i Catalogue of Life.

## Bildgalleri

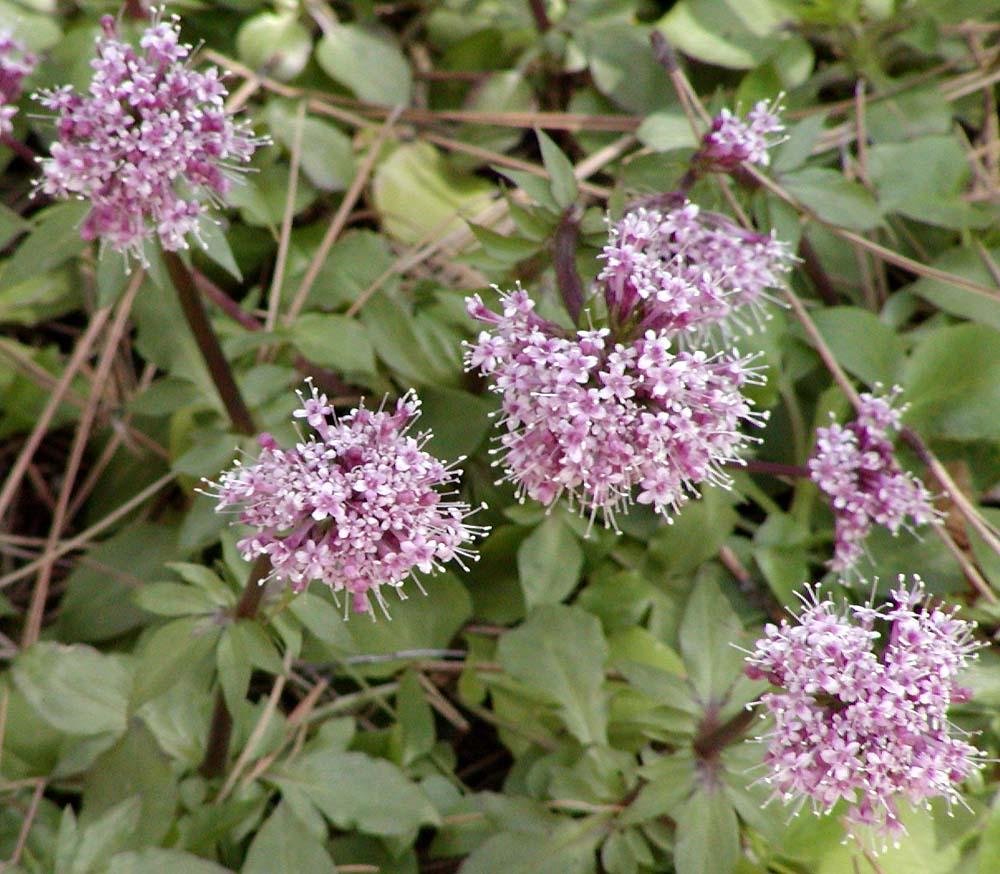